# Torgu-Mõisaküla
Torgu-Mõisaküla is een plaats in de Estlandse gemeente Saaremaa, provincie Saaremaa. De plaats heeft de status van dorp (Estisch: küla) en telt 7 inwoners (2021).
Tot in oktober 2017 heette de plaats Mõisaküla en lag ze in de gemeente Torgu. In die maand ging Torgu op in de fusiegemeente Saaremaa en werd het dorp hernoemd omdat in die gemeente nog een dorp Mõisaküla ligt.